# سد ابشار یالی
سد آبشار یالی (به لاتین: Yali Falls Dam) یک سد و نیروگاه برقابی در ویتنام است.